# كنيسة التجلي (أولخوفشيك)
كنيسة التجلي (تجلي المسيح) (بالروسية: Церковь Спаса Преображения)، هي كنيسة روسية أرثوذكسية تقع في قرية أولخوفشيك، منطقة شيرتكوفسكي، روستوف أوبلاست، روسيا، تم تشييدها سنة 1873.

## تاريخ
بنيت كنيسة تجلي المخلص في قرية أولخوفشيك في عام 1873 بمساهمة من السكان المحليين. وفي عام 1888، تم بناء مدرسة دينية بناء على الأموال التي جُمعت، حيث درس بهذه المدرسة أكثر من 100 طفل.
كانت جدران الكنيسة مصنوعة من الطوب، وكان السقف مغطى بالحديد، على الرغم من أن برج الجرس لم يكن كذلك. وقد كانت للكنيسة جوقة قبل الثورة الروسية.
في عام 1926، خلال الحملة المعادية للدين التي أجرتها السلطات السوفياتية، تم إغلاق كنيسة التجلي. في عام 1942، ناشد الرعاة السابقون السلطات لإعادة فتح الكنيسة، ولكن تم رفضها على أساس أن مبنى الكنيسة كان يستخدم مخزنا في ذلك الوقت.
اليوم الكنيسة مفتوحة. واعتبارا من سنة 2015، يجري تنفيذ أعمال ترميم على المبنى.